# Tristrams stormvogeltje
Tristrams stormvogeltje ( Hydrobates tristrami synoniem: Oceanodroma tristrami) is een vogel uit de familie der Hydrobatidae (Noordelijke stormvogeltjes). Deze vogel is genoemd naar de Britse ornitholoog Henry Baker Tristram die in 1874 een exemplaar van deze vogel had verzameld in Japan.

## Verspreiding en leefgebied
Deze soort broedt op Hawaï en op de Japanse Izu-eilanden en Bonin-eilanden.

## Status
De grootte van de populatie is in 2009 geschat op 20 duizend volwassen vogels. Op de Rode lijst van de IUCN heeft deze soort de status niet bedreigd.